# 麝袋鼠
麝袋鼠（學名：Hypsiprymnodon moschatus）是哺乳綱下雙門齒目下的單科種，僅在近年才將其置放在目前的一個科內，麝袋鼠科，並與遠古時代的其他麝袋鼠共用此科。